# Зибіна Галина Іванівна
Галина Іванівна Зибіна (рос. Галина Ивановна Зыбина; нар. 22 січня 1931 — пом. 10 серпня 2024) — радянська російська легкоатлетка, яка 
На внутрішніх радянських змаганнях представляла Ленінград та представляла спортивні товариства «Зеніт» (до 1959) та Труд (1960-1968).

## Із життєпису
Володарка повного комплекту олімпійських нагород зі штовхання ядра — «золото» у 1952, «срібло» у 1956 та «бронза» у 1964. Учасниця олімпійських фіналів з метання списа (4-е місце; 1952) та штовхання ядра (7-е місце; 1960).
Чемпіонка Європи зі штовхання ядра (1954). Триразова бронзова призерка чемпіонатів Європи з метання списа (1950), метання диска (1954) та штовхання ядра (1962). Фіналістка (4-е місце) чемпіонату Європи зі штовхання ядра (1966).
Фіналістка (4-е місце) Європейських легкоатлетичних ігор в приміщенні зі штовхання ядра (1967).
Триразова чемпіонка Всесвітніх студентських ігор (попередник сучасних Універсіад) зі штовхання ядра (1953, 1955, 1957).
Виступи на чемпіонатах СРСР:
- ×6: штовхання ядра (1952, 1953, 1954, 1955), метання списа (1952, 1957)
- ×11: штовхання ядра (1956, 1957, 1958, 1960, 1961, 1962, 1963, 1964, 1967), метання списа (1949, 1950)
- ×3: штовхання ядра (1951, 1968), метання списа (1951)

Авторка 8 світових рекордів (одночасно і рекордів Європи) зі штовхання ядра — 15,28, 15,37, 15,42 (всі — 1952), 16,20 (1953), 16,28 (1954), 16,29, 16,67 (обидва — 1955) та 16,76 (1956).
Авторка 12 рекордів СРСР зі штовхання ядра — 15,19, 15,28, 15,37, 15,42 (всі — 1952), 16,18, 16,20 (обидва — 1953), 16,28 (1954), 16,29, 16,32, 16,45, 16,67 (всі — 1955) та 16,76 (1956). Авторка трьох рекордів СРСР з метання гранати (1949—1951), третій з яких (61,88) став останнім офіційним рекордом СРСР у цій дисципліні.
Пішов з життя, маючи 93 роки.

## Відео
- Виступ Галини Зибіної на Олімпіаді-1952 на YouTube
- «Легенда легкой атлетики» — документальний фільм-монолог Галини Зибіної (2020; 39 хв.; реж. Олексій Голубєв) на YouTube (рос.)
- «Спортивная столица» — радіо-інтерв'ю Галини Зибіної (2023; 36 хв.) на YouTube (рос.)